# K.Kelagur, Mudigere
K.Kelagur là một làng thuộc tehsil Mudigere, huyện Chikmagalur, bang Karnataka, Ấn Độ.